# Myrophis
Myrophis es un género de peces de la familia Ophichthidae.

## Especies
- Myrophis anterodorsalis McCosker, E. B. Böhlke & J. E. Böhlke, 1989
- Myrophis lepturus Kotthaus, 1968
- Myrophis microchir (Bleeker, 1864)
- Myrophis platyrhynchus Breder, 1927
- Myrophis plumbeus (Cope, 1871)
- Myrophis punctatus Lütken, 1852
- Myrophis vafer D. S. Jordan & C. H. Gilbert, 1883